# Deutsche Badmintonmeisterschaft 1954
Die Deutsche Badmintonmeisterschaft 1954 fand vom 19. bis zum 21. Februar 1954 in Bonn statt.

## Medaillengewinner
| Disziplin    | Gold                                                         | Silber                                                       | Bronze                                                                         |
| ------------ | ------------------------------------------------------------ | ------------------------------------------------------------ | ------------------------------------------------------------------------------ |
| Herreneinzel | Hans Walbrück (1. DBC Bonn)                                  | Hans Eschweiler (1. DBC Bonn)                                | Erich Rakowski (STC Blau-Weiß Solingen)                                        |
| Herreneinzel | Hans Walbrück (1. DBC Bonn)                                  | Hans Eschweiler (1. DBC Bonn)                                | Günter Ropertz (1. DBC Bonn)                                                   |
| Dameneinzel  | Hannelore Schmidt (STC Blau-Weiß Solingen)                   | Ingeborg Tietze (Kieler BC 1949)                             | Luise Schmitz (1. DBC Bonn)                                                    |
| Dameneinzel  | Hannelore Schmidt (STC Blau-Weiß Solingen)                   | Ingeborg Tietze (Kieler BC 1949)                             | Erna Wüsthoff (Ohligser TV)                                                    |
| Herrendoppel | Hans Walbrück (1. DBC Bonn) Günter Ropertz (1. DBC Bonn)     | Hans Riegel (1. DBC Bonn) Hans Eschweiler (1. DBC Bonn)      | Alfred Hartmann (BC Leck) Johannes Dackweiler (BC Leck)                        |
| Herrendoppel | Hans Walbrück (1. DBC Bonn) Günter Ropertz (1. DBC Bonn)     | Hans Riegel (1. DBC Bonn) Hans Eschweiler (1. DBC Bonn)      | Günther Seilberger (Biebricher BC) Fred Haas (Biebricher BC)                   |
| Damendoppel  | Ingeborg Tietze (Kieler BC 1949) Luise Schmitz (1. DBC Bonn) | Sybille Weber (1. DBC Bonn) Regina Schneider (1. DBC Bonn)   | Erna Wüsthoff (Ohligser TV) Irmgard Ehle (Ohligser TV)                         |
| Damendoppel  | Ingeborg Tietze (Kieler BC 1949) Luise Schmitz (1. DBC Bonn) | Sybille Weber (1. DBC Bonn) Regina Schneider (1. DBC Bonn)   | Edith Hartung (Biebricher BC) Liesel Haas (Biebricher BC)                      |
| Mixed        | Hans Riegel (1. DBC Bonn) Luise Schmitz (1. DBC Bonn)        | Hans Walbrück (1. DBC Bonn) Ingeborg Tietze (Kieler BC 1949) | Heinz Koch (STC Blau-Weiß Solingen) Hannelore Schmidt (STC Blau-Weiß Solingen) |
| Mixed        | Hans Riegel (1. DBC Bonn) Luise Schmitz (1. DBC Bonn)        | Hans Walbrück (1. DBC Bonn) Ingeborg Tietze (Kieler BC 1949) | Günther Seilberger (Biebricher BC) Edith Hartung (Biebricher BC)               |